# Sant Pau i Sant Pere d'Esterri de Cardós
 Sant Pau i Sant Pere d'Esterri de Cardós és l'església parroquial romànica del poble d'Esterri de Cardós, en el terme municipal del mateix nom, a la comarca del Pallars Sobirà.

## Conjunt
L'església està documentada, tot i que no gaires vegades, des del 1146, però per l'aparell i les característiques sobretot de l'absis es pot assegurar que és anterior a aquest esment. En inscripcions a les pedres de la mateixa església es llegeixen les dates de les modificacions d'època moderna: 1638, 1720 i 1726, i fins i tot el nom d'un dels rectors que hi intervingueren: Jaume Leset.
És una petita església d'una sola nau, capçada a llevant per un absis semicircular amb les característiques arcades cegues agrupades en grups entre lesenes (3-5-3 és la disposició dels tres grups d'arcuacions), dins de la tradició del romànic llombard. La nau és molt llarga, més del que és habitual, i està coberta amb una volta de canó, tot i que la gruixària dels murs fa pensar que originalment era coberta amb fusta. La porta principal és a la façana de migdia, però al mur de ponent es pot apreciar, tapiada, una altra porta, possiblement de l'obra original. Té un senzill campanar d'espadanya. És una obra romànica, però modificada en època moderna.
Té, a l'extrem sud-occidental, un campanar de base quadrada, possiblement procedent d'una antiga torre de defensa. A la part de llevant de la nau, formant creuer, hi foren afegides dues capelles; en l'actualitat la nord és desapareguda, i la sud, reconvertida en sagristia.
Aquesta església, malgrat les seus dimensions, força reduïdes, tenia un interessant grup de pintures murals, l'originals de les quals són actualment en el Museu Nacional d'Art de Catalunya (núm. MNAC 15970), a més d'un frontal d'altar (núm. MNAC 15889).

## Pintures murals de Sant Pere d'Esterri de Cardós
L'advocació original de l'església era de Sant Pere; l'afegitó de Sant Pau és bastant moderna. El conjunt de pintures conservat al MNAC fa 4,91 x 4,45 x 2,04, i és molt semblant a la de les esglésies properes de Santa Eulàlia d'Estaon i Sant Pere de Sorpe. Al centre de l'absis apareix Jesucrist en majestat (Maiestas Domini) dins de la màndorla, envoltada pel tetramorf (els símbols del quatre evangelistes) i els arcàngels Gabriel i Miquel, Gabriel amb la inscripció POSTVLACIVS i Miquel amb la de PETICIVS, suposadament, ja que està esborrada. En un registre inferior hi ha les imatges dels dotze apòstols, de les quals es conserven les corresponents a Pau, Joan, Bartomeu, Tomàs i Bernabé, a més d'un cap nimbat al costat nord de la finestra central, que sembla correspondre a la Mare de Déu. Aquest conjunt de pintures sembla correspondre a la primera part del segle xii.

## Frontal d'altar
En no gaire bon estat, aquest frontal d'altar estigué molt anys catalogat com a procedent de Santa Maria de Ginestarre, a causa de la seva similitud amb el que, procedent de Ginestarre, es conserva al Metropolitan Museum of Art de Nova York.
El que es troba a Barcelona, al MNAC, té la part baixa molt afectada, amb part de les pintures perdudes. Presenta Crist en majestat, dins d'una aurèola i assegut en un tron, fet de carreus i coixins dibuixats. Com altres majestats, beneeix amb la mà dreta i sosté un llibre a l'esquerra. L'envolten els símbols dels quatre evangelistes. Fora de l'aurèola, i en grups de tres (sis a cada banda) hi ha els dotze evangelistes. La datació abraça un temps força ample: del segle xii o primera meitat del xiii.